# 동명초등학교 효평분교
동명초등학교 효평분교는 대한민국 대전광역시 동구 대청호수로 1096-26 (효평동)에 있었던 공립 초등학교이다.

## 연혁
- 1946년 4월 1일 대덕군 동명국민학교 효평분실 개설
- 1949년 3월 1일 효평국민학교 분리
- 1989년 3월 1일 동명국민학교 효평분교 편입
- 1996년 3월 1일 동명초등학교 효평분교로 개칭
- 1997년 2월 28일 본교로 통합